# 戴维·詹金斯
戴维·詹金斯（英語：David Jenkins，1952年5月25日—），英国男子田径运动员。他曾代表英国参加1972年、1976年和1980年夏季奥林匹克运动会田径比赛，其中1972年奥运会获得一枚银牌。